# 下田町 (高知県)
下田町（しもだちょう）は高知県幡多郡にあった町。
現在の四万十市の東部、四万十川河口の左岸にあたる。本項では町制前の名称である下田村についても述べる。

## 地理
- 河川：四万十川

## 歴史
- 1889年（明治22年）4月1日 - 町村制の施行により、下田村・井沢村・竹島村・鍋島村が合併して下田村が発足。
- 1927年（昭和2年）11月3日 - 下田村が町制施行して下田町となる。
- 1954年（昭和29年）3月31日 - 中村町・東山村・蕨岡村・後川村・八束村・具同村・東中筋村・富山村・大川筋村・中筋村と合併して中村市が発足。同日下田町廃止。

## 交通

### 港湾
- 下田港

## 著名な出身者
- 江口市左衛門正直 - 下田浦で新屋と称した豪商の5代目。機械製作に長け、世界地図を自身の部屋に掲げていたことから、「からくり市左衛門」「世界屋市左衛門」と称された[1]。
- 江口弥五右衛門 - 市左衛門の息子。父と同じく機械製作に長け、人形時計などを発明するが、弥五右衛門の代で家運が傾いたとされる[1]。